# Meliscaeva malayensis
Meliscaeva malayensis är en tvåvingeart som först beskrevs av Charles Howard Curran 1928.  Meliscaeva malayensis ingår i släktet flickblomflugor, och familjen blomflugor. Inga underarter finns listade i Catalogue of Life.